# Literatura da Chaluquia Ocidental em canarim

Território da Chaluquia Ocidental na Índia (c. 1100 d.c.) e de sua capital Kalyani no distrito de Bidar atual, no estado de Karnataka, na Índia

Uma grande parte da literatura da Chaluquia Ociental em língua Canará foi produzida durante o reinado do Império da Chaluquia Ocidental (973–1200 d.c.), no que é agora o sul da Índia. Esta dinastia, que governou a maioria do ocidente de Decão, na Índia do Sul, é, às vezes, chamada de Dinastia da Chaluquia Kalyani por causa de sua capital em Kalyani (agora Basavakalyan) e, às vezes, chamada de Chaluquia Posterior pela relação com a Dinastia da Chaluquia de Badami.
Por um breve período (1162–1183), os Kalachuris de Kalyani, uma dinastia de reis que anteriormente haviam migrado para a Karnataka, região da Índia central, e serviram como vassalos por várias gerações, explorando a fragilidade crescente dos seus suseranos e anexados a Kalyani. Em torno de 1183, o último descendente de Chaluquia, Someshvara IV, derrubou os Kalachuris para recuperar o controle da cidade real. Mas os seus esforços foram em vão, pois outros vassalos proeminentes de Chaluquia no Decão, os Hoysalas, os Kakatiyas e os Seunas, destruíram o que restou do poder de Chaluquia.